# Evelina Mendes
Evelina Mendes (2 de enero de 1998) es una deportista de Francia que compite en atletismo. Ganó una medalla de bronce en el Campeonato Europeo de Atletismo Sub-23 de 2019, en la prueba de lanzamiento de jabalina.